# Commettant (informatique)
En informatique, un commettant (de l'anglais « principal ») désigne une entité pouvant être authentifiée par un système informatique ou en réseau.